# Ndahiro Ier
Ndahiro Ier Ruyange est un roi (mwami) du Rwanda qui régna au XIVe siècle. Il serait mort vers 1386 (+ ou - 20 ans).
Ndoba lui succéda.